# Frente Democrático Salvadoreño
Die Frente Democrático Salvadoreño (FDS) (Deutsch: Salvadorianische Demokratische Front) war eine im März 1980 gegründete Vereinigung von demokratischen Organisationen in El Salvador.
An der FDS  waren u. a. die Movimiento Independiente de Profesionales y Técnicos de El Salvador, die Movimiento Popular Social Cristiano, die Movimiento Nacional Revolucionario, Gewerkschaften, Selbständige und einige wenige Militärs beteiligt. Zu den Mitgliedern der FDS gehörte auch der spätere Präsidentschaftskandidat der Unión Nacional Opositora, Ernesto Claramont.
Nach nur 17 Tagen verschmolz die FDS mit der Coordinadora Revolucionaria de Masa zur Frente Democrático Revolucionario.